# Aoryst
Aoryst (stgr. ἀόριστος – „nierozgraniczony, nieokreślony”; łac. aoristus) – czas lub aspekt gramatyczny, występujący w niektórych językach. W wielu językach pełni przede wszystkim funkcję czasu przeszłego dokonanego (często przeciwstawionego jednak perfectum, mogącemu także wyrażać czynności dokonane, ale o bliższym niż aoryst związku z teraźniejszością), znane są jednak również użycia aorystu jako aspektu czasu przyszłego, trybu przypuszczającego lub życzącego (optativus).

## Języki indoeuropejskie
Najbardziej znanym przykładem języka o wszystkich wymienionych wyżej funkcjach aorystu jest greka klasyczna. Aoryst istnieje też w sanskrycie.
Dawniej występował jako czas przeszły dokonany we wszystkich językach słowiańskich, odziedziczony po języku praindoeuropejskim. Współcześnie występuje w języku górno- i dolnołużyckim, serbsko-chorwackim, bułgarskim i macedońskim.
Występował także w archaicznym języku polskim, ale nawet w najstarszych zabytkach języka polskiego naliczono tylko kilkanaście jego wystąpień. Przykładowa odmiana w staropolszczyźnie:
|        | l. poj.  | l. mn.     |
| ------ | -------- | ---------- |
| 1. os. | widziech | widziechom |
| 2. os. | widzie   | widzieście |
| 3. os. | widzie   | widziechą  |

Odpowiada ona współczesnemu zobaczyłem/am, zobaczyłeś/aś itd. W językach słowiańskich formy aorystu drugiej i trzeciej osoby liczby pojedynczej są identyczne i mają końcówkę zerową.
Jednak w języku polskim aoryst nie wymarł zupełnie. Zmodyfikowany aoryst czasownika „być” był później używany do tworzenia trybu życzącego (stąd partykuły „oby”, „gdyby”, „aby” oraz „żeby”), a współcześnie jest używany do tworzenia trybu przypuszczającego (w nawiasie dla porównania aoryst „być” w staropolszczyźnie):
|        | l. poj.    | l. mn.          |
| ------ | ---------- | --------------- |
| 1. os. | bym (bych) | byśmy (bychom)  |
| 2. os. | byś (by)   | byście (byście) |
| 3. os. | by (by)    | by (bychą)      |

Ponieważ w polskim „byś” i „byśmy” zostały wprowadzone dopiero później i nie pochodzą bezpośrednio z aorystu, lepiej to widać w języku czeskim gdzie współcześnie pełni tę samą funkcję, co w polskim (w nawiasie aoryst z staroczeskiego):
|        | l. poj.     | l. mn.          |
| ------ | ----------- | --------------- |
| 1. os. | bych (bych) | bychom (bychom) |
| 2. os. | bys (by)    | byste (byste)   |
| 3. os. | by (by)     | by (bycho)      |

W języku chorwackim formy aorystu i imperfectum zachowały się jedynie w języku pisanym. Na początku XXI wieku zauważono ich częste stosowanie w języku potocznym w SMS, ze względu na krótkość form.

## Języki ałtajskie

### Imiesłów
W językach ałtajskich terminem aoryst określa się imiesłowy, czyli formy odczasownikowe mające charakter imienny (przymiotnikowy lub rzeczownikowy), charakteryzujące się znaczeniem przyszłym lub teraźniejszo-przyszłym. Przykładowo w językach turkijskich formy te tworzy się za pomocą przyrostków -r, -ur, -ar, zaś w językach tungusko-mandżurskich za pomocą -r oraz -ra.
W języku tureckim imiesłów aorystu, tworzony przyrostkami -r, -ar (tj. -ar lub -er), -ir (tj. -ir, -ır, -ur lub -ür), „oznacza czynności ogólne, nieograniczone jakimiś konkretnymi granicami czasowymi”, np. çalar saat „budzik” (dosł. „zegar dzwoniący”), kaynar su „wrzątek” (dosł. „wrząca woda”), güvenilir kaynak „wiarygodne źródło”.

### Czas
Aorystem nazywa się też w językach ałtajskich czas gramatyczny, który tworzony jest z wykorzystaniem tej formy odczasownikowej, a który ma szerokie znaczenie czasu teraźniejszego, bliskiego przyszłego lub niedawno przeszłego.
W językach tungusko-mandżurskich aoryst „najczęściej oznacza czas teraźniejszy, ale może przybierać także znaczenie czasu przeszłego, zbliżonego wszakże do teraźniejszego, tj. na ogół oznacza nie tylko czynność będącą w toku, lecz i dopiero co ukończoną lub dopiero co rozpoczętą, czy wreszcie mającą się rozpocząć niebawem. Posiadają więc te formy dość nieokreślony charakter, który zmienia się w zależności od kontekstu, a czasem i od dialektu”.
W języku tureckim aoryst jako czas służy do wyrażania:
- czynności ogólnych, powtarzających się
- czynności, które nastąpią bądź mogą nastąpić w bardzo bliskiej przyszłości
- ogólnych sentencji, przysłów itp.
- streszczeń filmów
- anegdot i dowcipów
- próśb, życzeń i zwrotów grzecznościowych
- nadziei, oczekiwań itp., zwłaszcza jako wtrąceń zdaniowych.

### Języki ałtajskie
- Władysław Kotwicz. Studia nad językami ałtajskimi. „Rocznik Orientalistyczny”. XVI (1950), s. 1–314, 1953. Polskie Towarzystwo Orientalistyczne.
- Marek Stachowski: Gramatyka języka tureckiego w zarysie. Kraków: Księgarnia Akademicka, 2007. ISBN 978-83-7188-030-8.
- G. J. Ramstedt: Einführung in die altaische Sprachwissenschaft. T. II: Formenlehre. Helsinki: Suomalais-Ugrilainen Seura, 1952, s. 86–89, seria: Mémoires de la Société Finno-Ougrienne 104:2. (niem.).